# Ел Валид II
Ел Валид II или Ел Валид ибн Језид (арап. الْوَلِيد بْنِ يَزِيد; Сирија, 706 — Палмира, 17. април 744) је био омејадски калиф (743—744).

## Биографија
Ел Валид је био син омејадског калифа Језида II. Међутим, није га наследио на престолу пошто је у тренутку његове смрти био сувише млад, па је престо преузео његов стриц Хишам. Уживао је лошу репутацију због претеране љубави према поезији и склоности алкохолу. Хишам је настојао да га дисциплинује шаљући у прогонство његове пријатеље и ограничавајући му новчана средства. Међутим, све је то имало мало ефекта. Постао је калиф после Хишамове смрти 743. године.
Бројни чланови Омејадске династије, али и јавност нису били задовољни његовим именовањем због пијанчења, неморала и организовања коњских трка. Истовремено, избијали су и устанци сељаштва и грађана у Сирији. Валид је дао заробити и мучити свог брата од стрица, популарног генерала Сулејмана ибн Хишама, сматрајући га опасношћу по своју власт. Ово је изазвало ескалацију незадовољства. Калифа је отворено критиковао његов рођак Језид ибн ел Валид, кога је подржала војска јерменског гувернера Марвана ибн Мухамеда. Валид се пред побуњеницима склонио из Дамаска у Палмиру. Ту им је пружио жесток отпор, али је на послетку 17. априла 744. гoдине погинуо. Нови калиф постао је Језид ибн ел Валид.